# 269 aC
El 269 aC va ser un any del calendari romà prejulià. Durant la República i l'Imperi Romà, era conegut com a any del consolat de Gal i Píctor (o, més rarament, any 485 ab urbe condita). L'ús del nom «269 aC» per referir-se a aquest any es remunta a l'alta edat mitjana, quan el sistema Anno Domini va ser el mètode de numeració dels anys més comú a Europa.

## Esdeveniments

### Índia
- Coronament d'Aixoka, tercer emperador de l'Imperi Màuria a l'Índia, una figura important en la història del Budisme.[2]

### República de Roma
- Aquest any són elegits cònsols Quint Ogulni Gal i Gai Fabi Píctor. Ogulni fa la guerra als picentins, que no acaba fins a l'any següent. En el seu consolat, per primera vegada s'encunya plata a Roma.[3][4]

## Naixements
- Àtal I de Pèrgam. Rei de Pèrgam del 241 aC al 197 aC.[5]